# 天神英貴
天神 英貴（てんじん ひでたか、1973年10月13日 - ）は、日本の男性イラストレーター、メカニックデザイナー、クリーチャーデザイナー、声優、ナレーター。兵庫県生まれ。カレイドスコープ・E&H production所属、有限会社スタジオ天神代表取締役。

## 経歴
子供の頃から独学で絵画を学び、学生時代はパステル画、ポスターカラーでイラストを描いていた。『機動警察パトレイバー』の影響でロボット工学に興味を持ち、芝浦工業大学システム工学部に入学、ロボット工学を学ぶ。当時実際のロボット工学はそれほど進んでおらず、在学中に出会ったコンピュータグラフィック (CG) を使った映像製作で自主制作の面白さを知り、卒業後はフリーのCGイラストレーターとしてジャケットイラスト制作、CGソフトの解説などを手がける。
小学生当時、『超時空要塞マクロス』の模型の箱絵（ボックスアート）を描いていた髙荷義之のボックスアートに感激する。劇場版『超時空要塞マクロス 愛・おぼえていますか』に衝撃を受け、それ以降マクロスファンになる。個人のCGイラストホームページ「VF-1 Valkyrie Maniax」（現在閉鎖）を運営していたところ、ファングループの知人の紹介で劇場版マクロスの監督である河森正治と知り合い、作品を見せたところスカウトされ、ゲーム『マクロス VF-X2』のパッケージアートの仕事を担当。以来、マクロス関連の仕事に携わることになる。『マクロスΔ』以降は、マクロスにおける作業が多岐にわたるため、統合して「マクロスビジュアルアーティスト」との肩書を用いている。
ハセガワのマクロス可変戦闘機シリーズのプラモデルを始め、様々な玩具・模型商品の箱絵を担当。ガンダムやダグラムなどのリアルロボット系や、スター・ウォーズのボックスアートも手がけている。その他、テレビゲームや映像ソフトのパッケージイラスト、ポスター、トレーディングカードゲームのイラストなども描いている。
また、OVA『マクロス ゼロ』よりサテライトのアニメ制作作業に協力し、おもにCGパートの特殊効果を担当しながら、カラーデザイン、イメージボード、メカやクリーチャーのデザインなども手掛けるようになった。OVA『Hellsing』ほか『ナイツ&マジック』、『バック・アロウ』や『スーパーロボット大戦T』、『Yasuke -ヤスケ-』など様々な作品のデザインに関わっている。
アニメ・ゲーム以外でも広告イラストやイベントの映像監督、空間デザインなどに携わっている。NFTプロジェクト『BOSO TOKYO –暴走東京–』や、三精テクノロジーズの実際に人が乗れる四足歩行ロボットのデザインを手がけている。
その他、声優、CMナレーターなどマルチな活動を行っている。声優としては『日曜洋画劇場』などで主に洋画の吹き替えを担当。ナレーターとしては『ワイド!スクランブル』のボイスオーバーもしていた。アニメーションなど出演多数。絵の技術と演技の技術の共通点から訓練を続けており、現在はカレイドスコープに所属しているほか、2023年からはE&H productionにも所属している。
英語も話せることから多くの海外コンベンションにゲストとして招待されている。2022年のサンディエゴ・コミコン (SDCC) にてインクポット賞を受賞した。

## 人物
作業用機材はMacintoshを使用する。以前は3DCGソフト「Shade」や「六角大王」を使っていたが、モデリング作業に限界を感じ、子供の頃より続けていた絵を描くことで生計を立てる。当初は「Photoshop」を使いペンタブレットで手描きしていたが、procreateを使用しiPad ProとApple Pencilで絵を描くことがほとんど。写実的で精密なメカニック描写を得意とし、画集やリトグラフも発売されている。当初はメカが多かったものの、人物とメカの混在したイラストを得意とし、人物だけのイラストも描いている。
幼少の頃より武術に接し、柔道、少林寺拳法ほか多くの武道を学んでいる。テコンドーをやっていた際に、師範との組み手で指を折ってしまったが、折れた状態でボックスアート描いていたなどのエピソードがある。テコンドー大会のパンフレットや、ルールを無償で描いていたこともある。
極度の方向音痴であり、学生時代に就職活動をしていた頃は、時間通りに試験会場までたどり着けなかったという。
スターウォーズのファンで、仕事ではボックスアートや『スター・ウォーズ 反乱者たち』の吹替え（ライダー・アザディ役）を担当するほか、プライベートでは世界的なコスチューム愛好団体である501部隊 (501st Legion) の日本支部に所属している（ID:TK5033）。

## イラストレーション・デザイン

### ボックスアート
- マクロスシリーズ（ハセガワ、バンダイ、ウェーブの模型・玩具）
- ガンダムシリーズ（バンダイ）
  - マスターグレード
    - グフカスタム
    - ガンダムステイメン
    - 陸戦型ジム
    - 量産型ズゴック
    - アッガイ
    - リック・ディアス
    - 百式バリュートタイプ
    - ジム改
    - ジム・スナイパー
    - ザクキャノン
    - F2型ザク
    - F型ザク
    - ゲルググ ver2.0 シャア専用
    - ゲルググ ver2.0 量産型
    - ザク ver2.0
    - ザク ver2.0 シャア専用ザク
    - ザク ver2.0 シン・マツナガ
    - ザク ver2.0 ジョニー・ライデン専用ザク
    - ザク ver2.0 黒い三連星
    - ザク ver2.0 マインレイヤー
    - ガンダム ver2.0
    - フルアーマーガンダム ver2.0
    - G-3ガンダム ver2.0
    - グフ ver2.0
    - Gアーマーリアルタイプカラー
    - ガンタンク
    - Gファイター
    - ガンダムアストレイ ブルーフレーム
    - ガンダムアストレイ レッドフレーム
    - XM-X1 クロスボーンガンダムX1 フルクロス
    - ジム ver2.0
    - RGZ-95 リゼル

  - パーフェクトグレード
    - ガンダムMk-II エゥーゴ/ティターンズ
    - エールグラスパー

  - U.C.ハードグラフ
    - コア・ファイター HGUCシリーズ
    - Jリーグコラボレーションシリーズ
- 装甲騎兵ボトムズ（バンダイ）
  - 1/20 スコープドッグ
  - 1/20 ブルーティッシュドッグ
  - 1/20 B・ATM-03 ファッティー地上用(ペールゼン・ファイルズ版)
  - 1/20 スコープドッグ レッドショルダーカスタム
  - 1/20 スコープドッグ(ペールゼン・ファイルズ版)
- メガゾーン23（やまとの玩具）
- 機動警察パトレイバー　AV-98 イングラム（バンダイ）(グッドスマイルカンパニー)
- 絢爛舞踏祭 ザ・マーズ・デイブレイク 希望号（バンダイ）
- エースコンバットシリーズ　(壽屋)
- エウレカセブンシリーズ（バンダイ）
- スピットファイア Mk.I（ハセガワ）
- Fー14A ジョリーロジャース 1/72 （ハセガワ）
- ダンボー（壽屋）
- ガンヘッド（壽屋）
- 宇宙戦艦ヤマト2199（バンダイ）
  - コスモゼロ古代機
  - コスモゼロ山本機
  - コスモファルコン加藤機
  - コスモファルコン篠原機
- フルメタル・パニック! レーバテインメタルビルド （バンダイ）
- 太陽の牙ダグラム（マックスファクトリー）
  - 1/72 Scale コンバットアーマー ダグラム
  - 1/72 Scale ソルティックH8 ラウンドフェイサ
  - 1/72 Scale ソルティック H8RF コーチマSpl 24部隊セット
  - 1/72 Scale アビテート T10B ブロックヘッド
  - 1/72 Scale アイアンフット F4X ヘイスティ
  - 1/72 Scaleソルティック H102 ブッシュマン
  - 1/72 Scale イーストランド WE211 マベリック
  - 1/72 Scaleブロムリー JRS ネイティブダンサー 指揮官タイプ＆ミサイルポッドタイプ
  - 1/72 Scale ブロムリー アイバン DT2
  - 1/72 Scaleアビテート T10C ブロックヘッド Xネブラ対応型
  - 1/72 Scaleソルティック HT128 ビッグフット
  - 1/72 Scale ソルティック H404S マッケレル
- ヱヴァンゲリヲン（壽屋）
  - エヴァンゲリオン初号機
  - エヴァンゲリオン正規実用型 改2号機β
  - 汎用ヒト型決戦兵器 人造人間 エヴァンゲリオン初号機 覚醒Ver.
  - エヴァンゲリオン第13号機
  - エヴァンゲリオン第13号機 疑似シン化第3+形態（推定）
  - ヱヴァンゲリヲン新劇場版:破 汎用ヒト型決戦兵器 人造人間エヴァンゲリオン初号機 1/400
  - ヱヴァンゲリヲン新劇場版 エヴァンゲリオン第13号機 1/400
  - エヴァンゲリオン初号機 TV Ver.
  - エヴァンゲリオン零号機・改 TV Ver.
  - エヴァンゲリオン弐号機 TV Ver.
- スター・ウォーズ・シリーズ（バンダイ）
  - 1/72 Xウイング
  - 1/48 Xウイング ムービングエディション
  - 1/72 TIEファイター
  - 1/72 TIEインターセプター
  - 1/72 TIE・アドバンストx1
  - 1/12 ストームトルーパー
  - 1/12 ダース・ベイダー
  - 1/12 サンドトルーパー
  - 1/12 ボバ・フェット
  - 1/144 スレーブI
  - スカウト・トルーパー & スピーダー・バイク 1/12スケール
  - 1/48 スノースピーダー
  - 1/12 スカウト・トルーパー
  - 1/72 Yウイング
  - 1/48 AT-ST
  - AT-AT 1/144スケール
  - 1/72 A-ウイング
  - 1/72 ミレニアム・ファルコン
  - 1/72 SNOWSPEEDER™ SET
  - バトル・ドロイド&スタップ 1/12スケール
  - Uウイング・ファイター & タイ・ストライカー 1/144スケール
  - Xウイング・スターファイター レッド中隊仕様 スペシャルセット 1/72スケール
  - タイ・ストライカー 1/72スケール
  - ジャンゴ・フェット機 1/144スケール
  - ブーステッド・Xウイング・ファイター ポー専用機 1/72スケール
  - 最後のジェダイ Xウイング・ファイター レジスタンス ブルー中隊仕様 1/72スケール
  - 最後のジェダイ ミレニアム・ファルコン 1/144スケール
  - 最後のジェダイ レジスタンスビークルセット 1/144 アンド 1/350スケール
  - BB-8 & R2-D2 1/12スケール
  - C-3PO 1/12スケール プラモデル
  - ストームトルーパー 1/12スケール
  - ダース・ベイダー 1/12スケール
  - カイロ・レン 1/12スケール
  - ボバ・フェット 1/12スケール
  - サンドトルーパー 1/12スケール
  - ショアトルーパー 1/12スケール
  - デス・トルーパー 1/12スケール
  - K-2SO 1/12スケール
  - ファースト・オーダー ストームトルーパー・エクセキューショナー 1/12スケール
  - キャプテン・ファズマ 1/12スケール
  - グリーヴァス将軍 1/12スケール
  - ヨーダ 1/6スケール
  - BB-8 1/2スケール
  - クローン・トルーパー 1/12スケール
  - グローグ 1/6スケール
  - マンダロリアン 1/12スケール
  - ボバ・フェット 1/12スケール　マンダロリアンバージョン
- 1/150 ソユーズロケット+搬送列車（グッドスマイルカンパニー）

### ゲーム作品
- マクロスシリーズ
  - マクロスVF-X2（パッケージイラスト、ポスターなど）
  - マクロスプラス GAME EDITION
  - マクロスアルティメットフロンティア（パッケージイラスト）
  - マクロスエースフロンティア（パッケージイラスト）
  - マクロストライアングルフロンティア（タイトルイラスト）
  - マクロス30 銀河を繋ぐ歌声（特装版パッケージイラスト）
  - マクロスΔスクランブル（パッケージイラスト）
- ソニックウイングスアサルト（パッケージイラスト）
- グラディウスV（パッケージイラスト）
- 機甲装兵アーモダイン（パッケージイラスト）
- STARHAWK（パッケージイラスト）
- 機動戦士ガンダム サイドストーリーズ（パッケージイラスト）
- 機動戦士ガンダム バトルオペレーション（周年イラスト）
- 機動戦士ガンダム バトルオペレーション2（周年イラスト）
- カードファイト!! ヴァンガード（カードイラスト）
- メイQノ地下ニ死ス（メカデザイン）
- スーパーロボット大戦T（オリジナルメカデザイン）

### アニメ作品
- マクロスシリーズ
  - マクロス ゼロ（メカニックアート、ポスター）
  - マクロスF（メカニカルアート）
  - 劇場版 マクロスF 虚空歌姫〜イツワリノウタヒメ〜（メカニカルアート）
  - 劇場版 マクロスF 恋離飛翼〜サヨナラノツバサ〜（メカニカルアート）
  - マクロスΔ（マクロスビジュアルアーティスト メカニックデザイン）
- 宇宙戦艦ヤマト2205 新たなる旅立ち『後章 -STASHA-』第8話[最終話]（メカ作監）[4]
- GUNDAM EVOLVE../13（マットペイント）
- 劇場版機動戦士ガンダム（ブルーレイボックス広告）
- 劇場版機動戦士ガンダム0083（ブルーレイボックス広告）
- 創聖のアクエリオン（メカニカルアート）
- 創星のアクエリオン（メインビジュアル、CMナレーション）
- アクエリオンEVOL（メカニカルアート）
- HELLSING（OVA版メカニックデザイン、特殊効果）
- ノエイン もうひとりの君へ（特殊効果）
- BALDR FORCE EXE RESOLUTION（テクスチャデザイン、特殊効果）
- FREEDOM-PROJECT（背景、特殊効果、色彩設定など参加）
- キスダム -ENGAGE planet-（特殊効果、メカニックデザイン、エンディングイラストなど）
- ガラスの艦隊（テクスチャ協力）
- 無限成長型家族（声の出演、ナレーション）
- 牙狼-GARO- -炎の刻印-（キービジュアル Blu-rayパッケージ）
- 聖闘士星矢 Legend of Sanctuary（イメージボード）
- ナイツ&マジック（メカニックデザイン、第2話原画）
- ワルキューレ 3rd live 「ワルキューレは裏切らない」 at 横浜アリーナ （オープニング3DCGムービー「Walküre Launch」監督)
- 弦之舞（クリーチャーデザイン）
- 魂ネイション2019 エントランスゲート（映像監督）
- バック・アロウ（ブライハイトデザイン）
- Yasuke -ヤスケ- (ロボットデザイン)
- 無職転生2(魔導メカデザイン)
- BULLET/BULLET (コンセプト・メカデザイン)
- DARK MACHINE(メカデザイン)

### 漫画作品
- 超時空要塞マクロス THE FIRST（バルキリーアレンジ）
- The Legends of Luke Skywalker: The Manga（メカニックデザイン）

### 書籍・広告イラスト
- マクロス・クロニクル（表紙、挿絵）
- マクロスエース（挿絵）
- マクロス・ザ・ライド（表紙、バルキリースタイルアレンジ）
- 週刊 宇宙戦艦ヤマト オフィシャル・ファクトファイル（表紙[5]、挿絵）
- 機動戦士ガンダム 艦船&航空機 大全集（表紙）
- 機動戦士ガンダム 艦船&航空機 大全集 追補版（表紙）
- ADVANCE OF Ζ ティターンズの旗のもとに（文庫版表紙）
- 出光興産 2013年5月9日付新聞広告 エネルギーをニッポンに（日章丸イラスト）
- 宝島社 零戦と堀越二郎
- 宝島社 別冊宝島 戦艦「大和」と「武蔵」
- パシフィック・リム: アップライジング×GODZILLA 決戦機動増殖都市 コラボポスター
- GODZILLA 星を喰う者×機動戦士ガンダムNT コラボポスター

### 連載
- グレートメカニックDX（SF画家 天神英貴 天神のツボ）

参加コンベンション
- TOKYO Xアメリカ
- SDCC2024 アメリカ
- SDCC2023 アメリカ
- JapnEXPO2022　フランス
- Tours Japan Festival 2022　フランス
- Wonder Festival 2019上海
- ACGHK2019 香港
- Toys Collector Market2019 香港
- JapnEXPO2018　フランス
- バンコクコミコン2018　タイ
- Animazement2017 アメリカ
- NYコミコン2016　アメリカ
- 上海コミコン2016 中国
- 北京コミコン2016 中国
- ロンドンコミコン2015　英国
- Macross con 2014
- OTAKON2012 アメリカ
- 香港C3 2011

## 声の出演

### テレビアニメ
2003年
- 時空冒険記ゼントリックス（ダーク02）

2004年
- 攻殻機動隊 S.A.C. 2nd GIG（青沼）

2007年
- アニ*クリ15「プロジェクトΩ」（副指令）

2013年
- ダイヤのA（黒士館高校監督）
- HUNTER×HUNTER（第2作）（ゴレイヌ）

2014年
- 牙狼〈GARO〉-炎の刻印-（ナレーター、ラファエロ・ヴァンデラス）

2015年
- 牙狼 -紅蓮ノ月-（安倍晴明）

2017年
- ナイツ&マジック（マティアス・エチェバルリア）

2018年
- 牙狼〈GARO〉-VANISHING LINE-（導きの地）

2020年
- ドロヘドロ（天神）
- THE GOD OF HIGH SCHOOL ゴッド・オブ・ハイスクール（呂布奉先）
- 呪術廻戦（社長）

2021年
- 半妖の夜叉姫（九龍）

### Webアニメ
- 爆丸エボリューションズ（2022年、社長）
- BULLET/BULLET（2025年、DJ TJ[8]、DJ PK[9]）

### ゲーム
- メイQノ地下ニ死ス（2015年、竜の髑髏の戦士[10]）
- クロバラノワルキューレ（2016年、篠原タイキ[11]）
- FIVE KINGDOM 偽りの王国 (2018年　シリウス）
- スーパーロボット大戦T（2019年、ヒロスケ・アマサキ[12]、ナレーション[13]）
- HUNTER×HUNTER　グリードアドベンチャー（ゴレイヌ）
- HUNTER×HUNTER　ワールドハント（ゴレイヌ）

### 吹き替え

#### 実写
- アクシデンタル・スパイ
- イブの総て
- エニイ・ギブン・サンデー
- エリン・ブロコビッチ
- グラディエーター
- 13デイズ
- ザ・メキシカン
- 007 ダイ・アナザー・デイ
- トランスポーター
- サヴァイヴァー（船長）
- バフィー 〜恋する十字架〜（騎士）
- マルコム in the Middle
- ゴッサム（レジナルド・ペイン）
- アソーカ（ライダー・アザディ）

#### アニメ
- キム・ポッシブル（ヒロタカ）
- スター・ウォーズ 反乱者たち（ライダー・アザディ）

### その他
- ワイドスクランブル（ボイスオーバー）

### ナレーション
- 知っておきたい自衛隊!シリーズ（陸上自衛隊・海上自衛隊・航空自衛隊）
- 自衛隊の力〜すべては安全のために〜シリーズ（陸上自衛隊・海上自衛隊・航空自衛隊）
- よくわかる!自衛隊シリーズ（陸上自衛隊・海上自衛隊・航空自衛隊）
- 機動戦士ガンダム DVD-BOX宣伝
- バンダイチャンネル TVCM
- モバHO! CM
- ラジニカーント DVD-BOX CM
- .hack 劇場版特番
- スーパーロボット大戦OG 番宣特番
- トリニティー CM
- 創星のアクエリオン OVA
- 超時空要塞マクロス 進宙式典
- キスダムR ブルーレイBOX
- 日産自動車博物館 オーディオガイド
- 総合格闘技大会「VOLTAGE」
- 機動戦士ガンダム サイドストーリーズ TVCM WebPV
- 機動戦士ガンダム THE ORIGIN バンダイチャンネルCM
- 牙狼バニシングライン 番宣ナレーション
- バトルスピリッツ 超煌臨編 CMナレーション
- 星のドラゴンクエスト CMナレーション
- ガンダムブレイカーモバイル CMナレーション
- 太鼓の達人 CMナレーション

## 画集
- 『VALKYRIES バルキリーズ 天神英貴マクロス画集』 光文社、2005年、ISBN 978-4-334-90124-0
- 『天神英貴WORKS -the ART of HIDETAKA TENJIN』 アスキー・メディアワークス、2010年、ISBN 978-4-04-868521-4
- 『VALKYRIES -Second Sortie- バルキリーズ セカンドソーティ 天神英貴マクロス画集』 光文社、2011年、ISBN 978-4-334-90181-3
- 『VALKYRIES -Second Sortie- バルキリーズ サードソーティ 天神英貴マクロス画集』 光文社、2016年、ISBN 978-4-334-90215-5
- 『天神英貴20周年記念画集 天』 ホビージャパン、2018年、ISBN 978-4-7986-1796-1
- 『スター・ウォーズ 天神英貴 ボックスアート・コレクション』 光文社、2020年、ISBN 978-4-334-90253-7
- 『Hidetaka Tenjin's Artistry of Macross』Udon Entertainment Corp、2022年、ISBN 978-1772942491
- 『HIDETAKA TENJIN’S Artistry of The First MACROSS 天神英貴『超時空要塞マクロス』画集』光文社、2023年、ISBN 978-4-334-10110-7
  - 『HIDETAKA TENJIN’S Artistry of The First MACROSS DECULTURE ver. 天神英貴『超時空要塞マクロス』画集 デカルチャー版』上記の豪華版。ISBN 978-4-334-10111-4